# Гайтукаева, Бана Мустафаевна
Ба́на Мустафа́евна Гайтука́ева (23 февраля 1959, Валерик, Чечено-Ингушская АССР — 13 марта 1994, Грозный) — чеченская поэтесса, член Союзов писателей Чечни и России.

## Биография
Бана Гайтукаева родилась 23.2.1959 года в селе Валерик Ачхой-Мартановского района Чечено-Ингушской АССР. После окончания школы работала в сельской библиотеке. Закончила национальное отделение филологического факультета Чечено-Ингушского государственного университета и некоторое время работала в этом же вузе. С 1992 по 1993 годы занимала должность художественного редактора в Государственном радиокомитете.